# Municipio de Franklin (condado de Beaver)
El municipio de Franklin (en inglés: Franklin Township) es un municipio ubicado en el condado de Beaver en el estado estadounidense de Pensilvania. En el año 2000 tenía una población de 4.307 habitantes y una densidad poblacional de 94.4 personas por km².

## Geografía
El municipio de Franklin se encuentra ubicado en las coordenadas 40°50′29″N 80°14′10″O / 40.84139, -80.23611.

## Demografía
Según la Oficina del Censo en 2000 los ingresos medios por hogar en la localidad eran de $42,368 y los ingresos medios por familia eran $45,660. Los hombres tenían unos ingresos medios de $37,658 frente a los $24,625 para las mujeres. La renta per cápita para la localidad era de $20,062. Alrededor del 8,2% de la población estaban por debajo del umbral de pobreza.